# دهستان گرکن
دهستان گرکن نام دهستانی در بخش گرکن جنوبی شهرستان مبارکه، استان اصفهان در ایران است.

## جمعیت
براساس سرشماری مرکز آمار ایران در سال ۱۳۸۵، جمعیت آن ۸۸۹۲ نفر (۲۳۴۴ خانوار) بوده‌است.